# Flying Disc Man from Mars
Flying Disc Man from Mars (Englisch: Fliegender Untertassen-Mann vom Mars) ist ein 12-teiliges US-amerikanisches Serial von 1950. 1958 wurde das Filmmaterial zu einem 75-minütigen Spielfilm montiert, der unter dem Titel Missile Monsters (Raketenmonster) veröffentlicht wurde.

## Handlung
Die Marsianer unter Führung von Mota wollen die Erde erobern, da ihnen die irdische Atomenergie Sorgen bereitet.
Als Motas Nurflügler-Raumschiff von Kent Fowler mit der experimentellen Strahlenkanone von Dr. Bryant abgeschossen wird, erpresst Mota den Wissenschaftler, einen ehemaligen Nazi, zur Zusammenarbeit. Außerdem heuert der Marsianer einige Kriminelle als Schergen an. Zur Erreichung der Weltherrschaft stiehlt Mota Uran aus der Fabrik, in der Kent Fowler arbeitet.
Kent Fowler wird bei den Kämpfen mit Mota und seinen Schergen gefangen genommen. Nach seiner Befreiung gelingt es ihm zusammen mit Helen Hall, eine Flucht Motas zum Mars zu verhindern, indem er das Raumschiff erneut abschießt.

## Episodenliste
1. Menace from Mars
2. The Volcano's Secret
3. Death Rides the Stratosphere
4. Execution by Fire
5. The Living Projectile
6. Perilous Mission
7. Descending Doom
8. Suicidal Sacrifice
9. The Funeral Pyre
10. Weapons of Hate
11. Disaster on the Highway
12. Volcanic Vengeance

## Produktionsgeschichte
Die marsianische Flugscheibe, ein Nurflügler, stammt aus dem Serial King of the Mounties von 1942 und trägt am Leitwerk noch die japanischen Hoheitsabzeichen. Das Filmmaterial des alten Serials wurde in das neue Serial montiert.
Die Tricktechnik stammt von den Lydecker-Brüdern. Die Spielfilmfassung wurde Spanisch unter dem Titel Diablos del Espacio (= Teufel aus dem Weltraum) synchronisiert und offenbar in Mexiko und Spanien aufgeführt.
Die Produktion steht im Kontext der zahlreichen globalen Sichtungen von Fliegenden Untertassen insbesondere im Frühjahr 1950. Bereits Anfang 1950 war der erste Spielfilm über Fliegende Untertassen, The Flying Saucer, aufgeführt worden, in dem das Fluggerät noch eine amerikanische Erfindung ist, die von sowjetischen Agenten entführt werden soll.(Luciano/Coville, S. 97f.) Allerdings hatte Republic bereits 1945 mit The Purple Monster Strikes ein Serial produziert, wo ein Marsianer (The Purple Monster) die Eroberung der Erde plant. Das Kostüm des Purpurmonsters wurde auch für die Rolle des Mota benutzt. Auch im Serial von 1945 waren bereits die Nurflügler-Aufnahmen aus King of the Mounties verwendet worden.

## Überlieferung
Eine digital bearbeitete und kolorierte Fassung ist im Internet Archive archiviert.